# George McLean (homme politique canadien)
Pour les articles homonymes, voir George McLean et McLean.
George Alexander McLean (23 mai 1885-31 octobre 1975) est un homme politique canadien de l'Ontario. Il est député fédéral libéral de la circonscription ontarienne de Simcoe-Est de 1935 à 1945.

## Biographie
Né à Mara Township (en) en Ontario, McLean étudie au Orillia Collegiate et réalise un Bachelor of Arts à l'Université de Toronto. Durant la Première Guerre mondiale, il participe avec le Corps expéditionnaire canadien au 19e bataillon. Il sert également dans le 21e bataillon des Royal Northumberland Fusiliers (en). Après avoir obtenu le rang de capitaine, il subit des blessures importantes durant une bataille en 1917.
De 1921 à 1924, McLean sert comme conseiller municipal d'Orillia et également comme maire en 1925.
Défait en 1930, il parvient à se faire élire en 1935. Réélu en 1940, il ne se représente pas en 1945.
Il meurt à la Soldier's Memorial Hospital d'Orillia en 1975.